# Evangelische Kirche Bergkirchen (Bad Salzuflen)

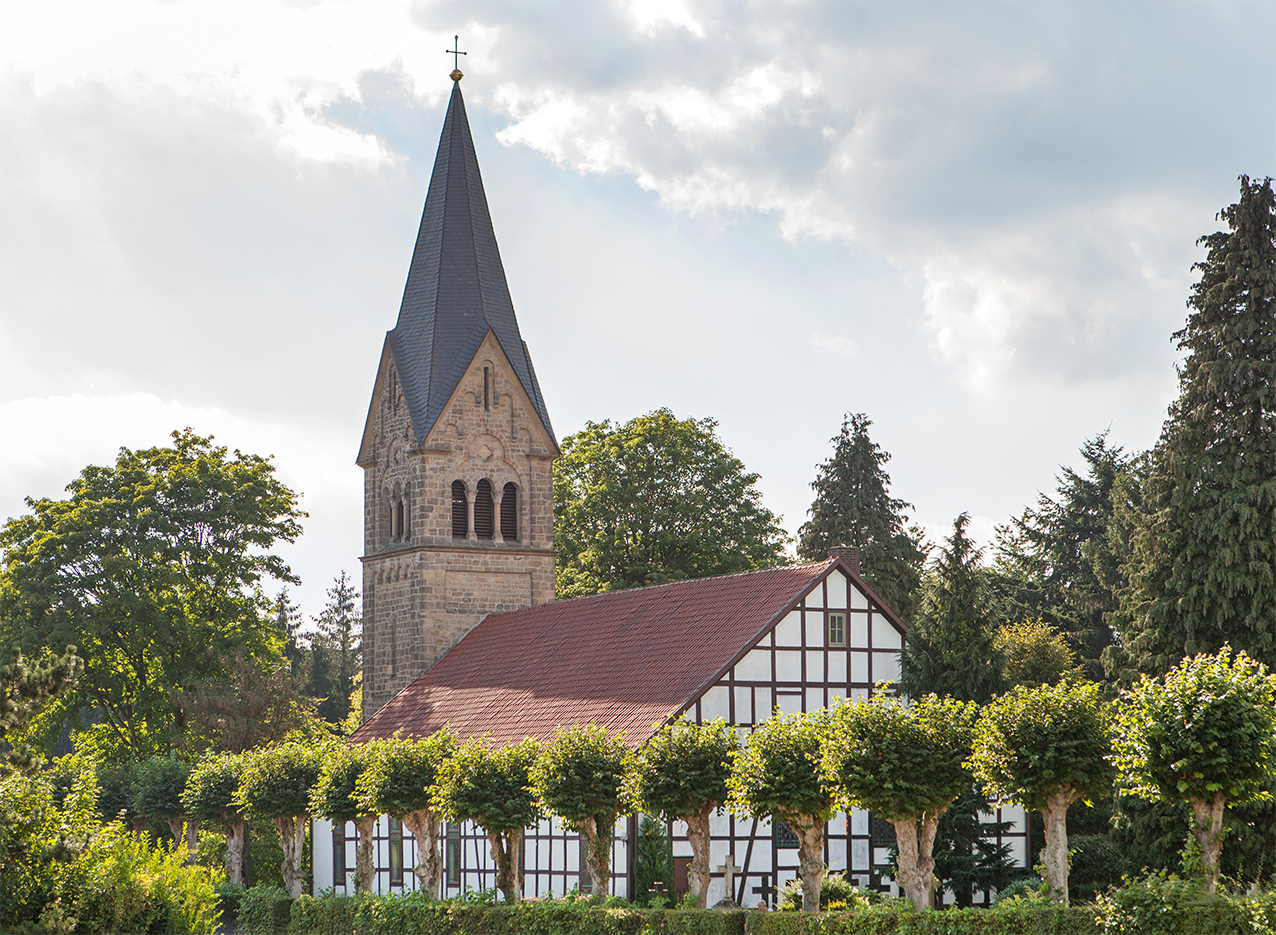
Evangelische Kirche Bergkirchen

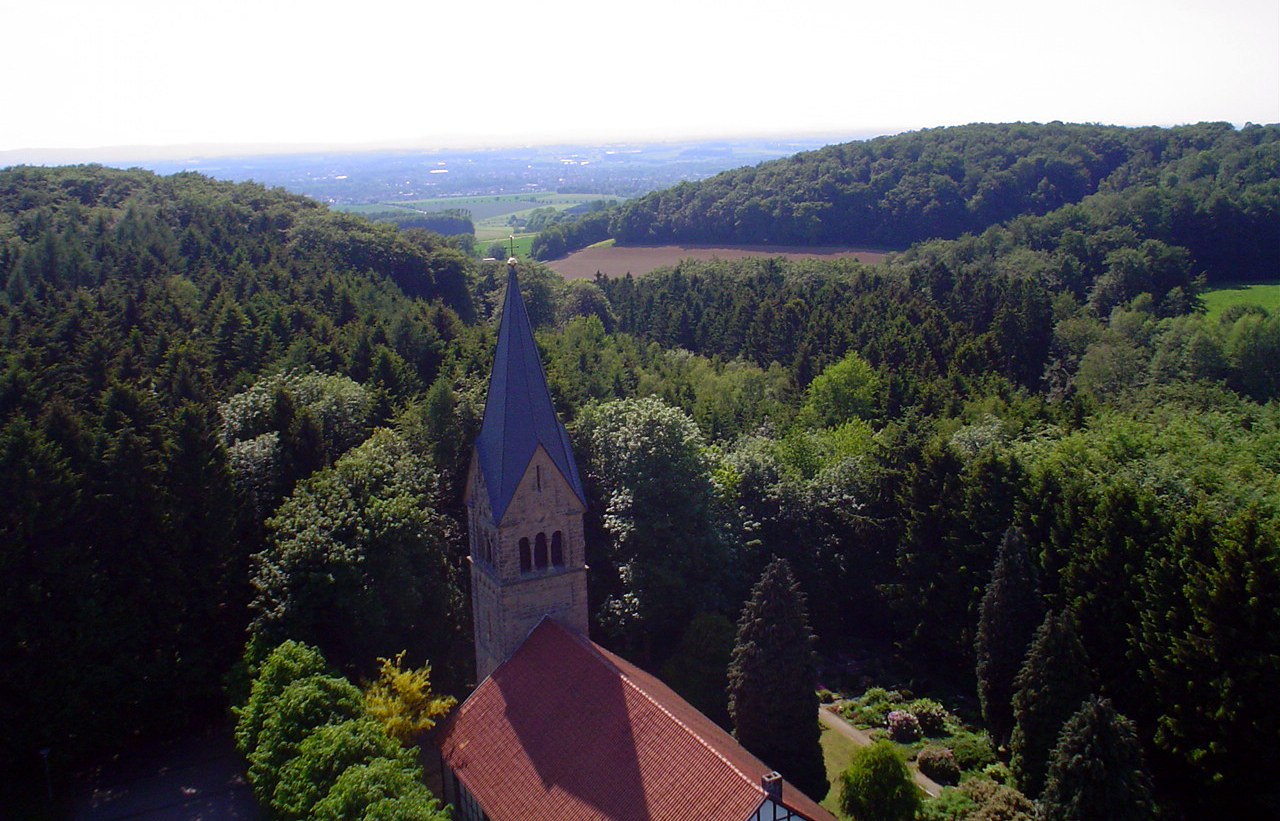
Luftbild vom Kirchturm, Blickrichtung nach Westen in Richtung der Werre-Niederung, links der Eickberg

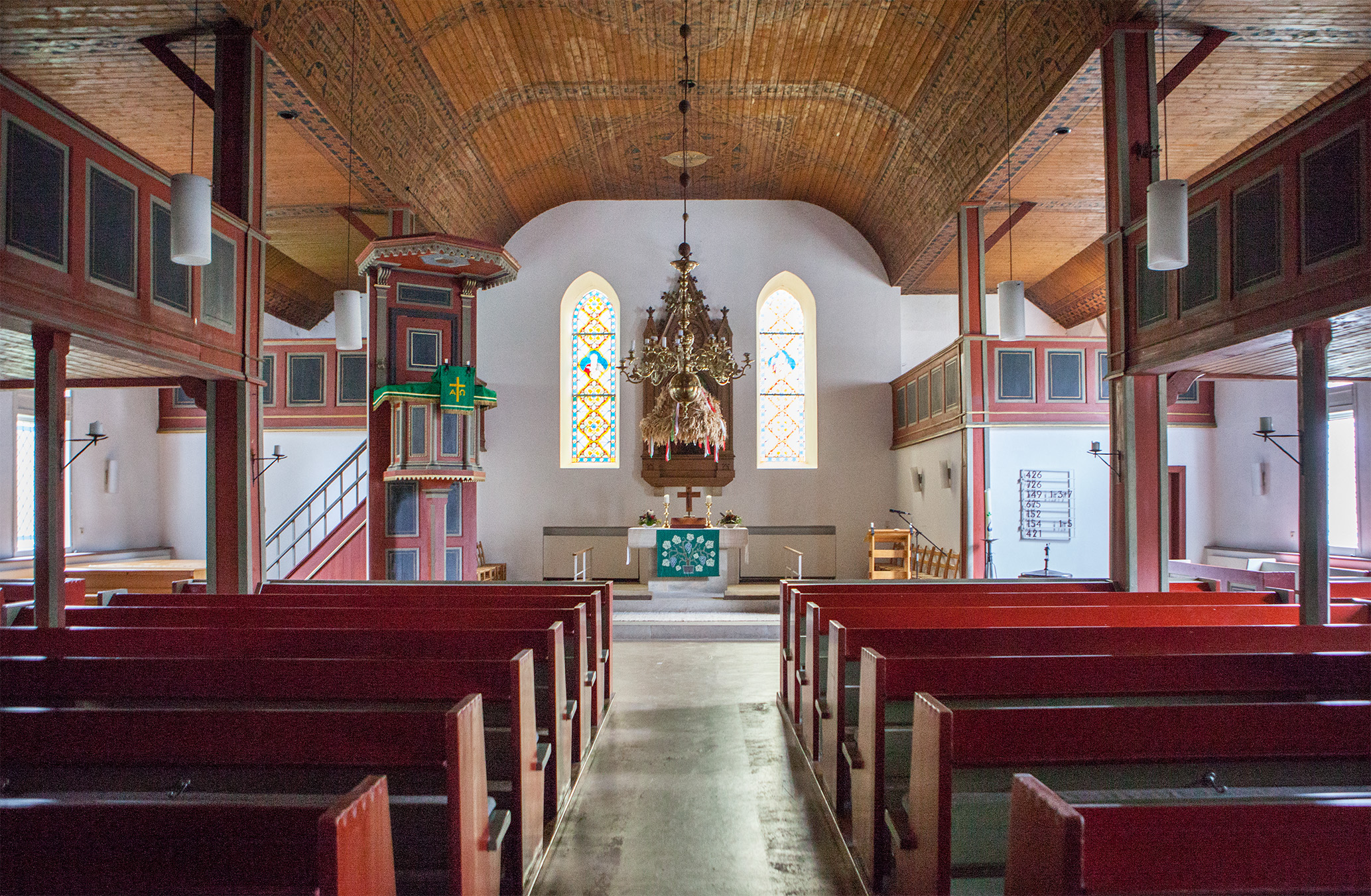
Innenraum der Kirche

Die Evangelische Kirche Bergkirchen ist eine evangelisch-lutherische Kirche im Ortsteil Retzen-Bergkirchen der Stadt Bad Salzuflen im Kreis Lippe, Nordrhein-Westfalen. Sie gehört zur Klasse lutherisch der Lippischen Landeskirche, die zu den kleineren Landeskirchen im Verbund der Evangelischen Kirche in Deutschland (EKD) gehört. Seit 1987 steht das Kirchengebäude unter Denkmalschutz.

## Geschichte
Wegen der großen Entfernung zur Neuen Evangelischen Gemeinde in Lemgo beschlossen Männer aus den Kirchspielen Schötmar, Talle sowie Ober- und Unterwüsten im Frühjahr 1850 eine eigene Kirche zu bauen. So machten sich Johann Barthold Jobstharde, Bauer aus Wüsten und Leitfigur der Erweckungsbewegung in Lippe, Emil Steffann, Pfarrer der Lemgoer Gemeinde, sowie einige Gemeindemitglieder im Sommer 1850 auf, einen geeigneten Standort zu finden. Auf einer Waldlichtung auf dem Eickberg fanden sie einen Platz, auf dem das Gotteshaus der „Neuen Evangelischen Gemeinde zu Eikhof“ errichtet werden sollte. Kolon Eikmeier schenkte der Gemeinde den Platz einschließlich des Wegerechts über seinen Hof – Bergkirchen war – als vierte lutherische Gemeinde in Lippe – geboren.
Die Kirche wurde so zum Namensgeber der Gemeinde und Ortschaft „Bergkirchen“, die 1874 offiziell vom Landesherrn unter diesem Namen anerkannt wurde.
Um 1900 wurde ein Kirchturm nach dem Entwurf des Bielefelder Architekten Karl Siebold angebaut.

## Architektur
Die im Fachwerkstil erbaute Kirche ist mit ihrem Satteldach und dem rechteckigen Grundriss ähnlich gestaltet wie ein größeres Bauernhaus. Der erst 1901 angebaute, steinerne Kirchturm mit Rhombendach ist im neuromanischen Stil gestaltet.

## Ausstattung
Der Kirchenraum ist mit einer Holzdecke versehen, die 1906 mit einer reichen Ornamentik gestaltet wurde und 1929/30 in ihrer noch heute erhaltenen Farbgebung  bemalt wurde.

## Kirchenmusik
In der Kirche wird über das Jahr hinweg ein vielfältiges Musikprogramm angeboten. Im Mittelpunkt stehen hierbei drei Konzertreihen ("Musik für Spaziergänger", Mondscheinkonzerte, Winterkonzerte). Aufgrund der Holzkonstruktion hat die Kirche eine für Kammermusik ideale Akustik. 

## Orgel

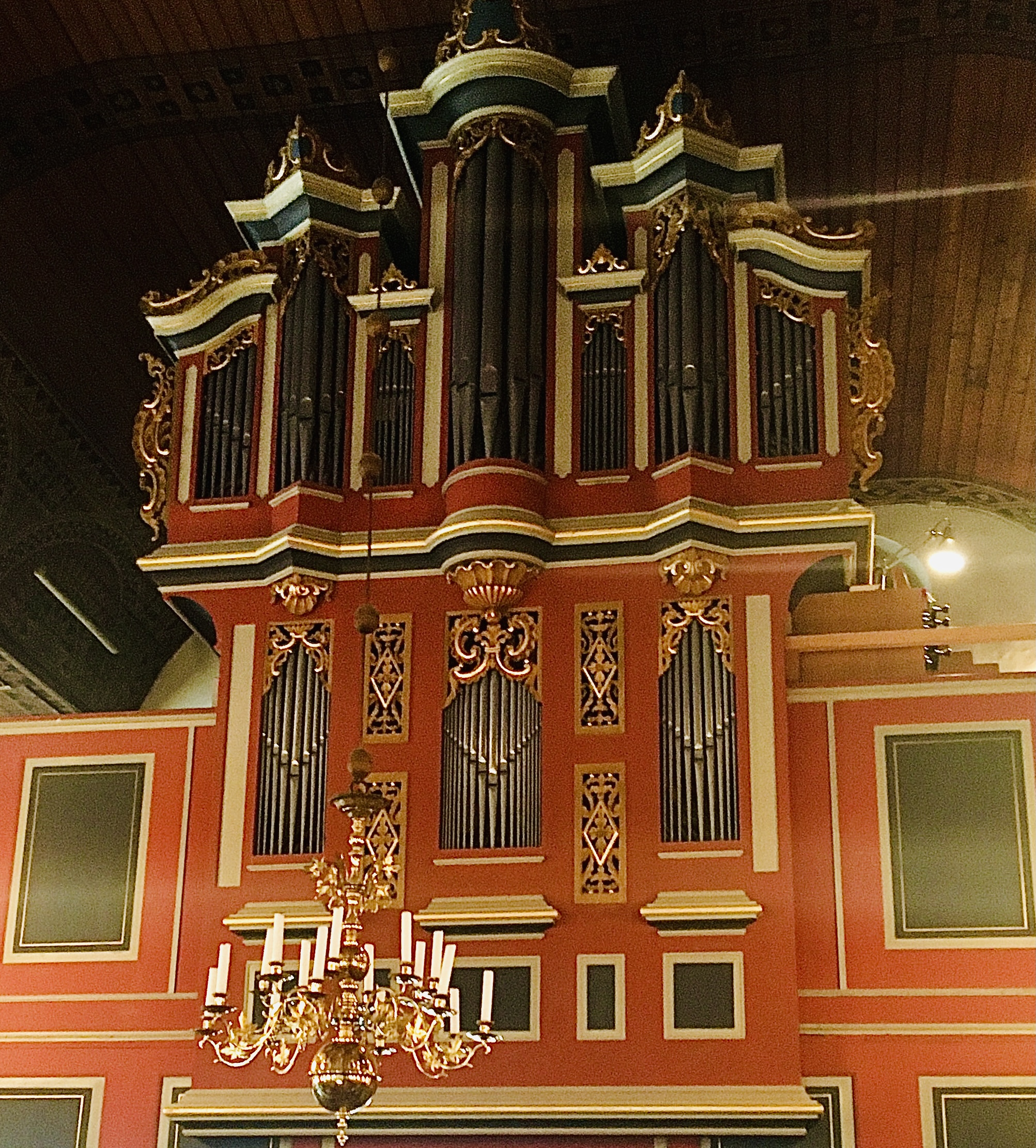
Orgelprospekt

Die in den Jahren 1803 bis 1805 vom Orgelbauer Johann-Markus Oestreich gebaute barocke Orgel stammt ursprünglich aus der lutherischen Kirche in Detmold. Da sie der dort wachsenden Gemeinde nicht mehr genügend Raum bot, wurde sie 1896 abgerissen, nach Bergkirchen überführt und 1905 wieder aufgebaut. In den Jahren 1954, 1973 und 2007 wurde die Orgel renoviert und zum Teil umgebaut. Das Instrument hat 24 Register auf zwei Manualen und Pedal; drei Register des Hauptwerkes stehen auf Wechselschleifen und sind so im Pedal spielbar. Die Trakturen sind mechanisch.
| I Unterwerk C–g3 |                 |       |
| 1.               | Holzgedackt     | 8′    |
| 2.               | Holzflöte       | 8′    |
| 3.               | Spitzflöte      | 4′    |
| 4.               | Sesquialtera II | 2 ⁄3′ |
| 5.               | Prinzipal       | 2′    |
| 6.               | Oktave          | 1′    |
| 7.               | Krummhorn       | 8′    |
|                  | Tremulant       |       |

| II Hauptwerk C–g3 |             |       |
| 8.                | Bordun      | 16′   |
| 9.                | Prinzipal   | 8′    |
| 10.               | Hohlflöte   | 8′    |
| 11.               | Gambe       | 8′    |
| 12.               | Schwebung   | 8′    |
| 13.               | Rohrflöte   | 8′    |
| 14.               | Prinzipal   | 4′    |
| 15.               | Bleigedackt | 4′    |
| 16.               | Quinte      | 2 ⁄3′ |

| (Fortsetzung) |            |    |
| 17.           | Waldflöte  | 2′ |
| 18.           | Cornett IV | 4′ |
| 19.           | Mixtur IV  | 2′ |
| 20.           | Trompette  | 8′ |
|               | Tremulant  |    |
|               | Nachtigall |    |

| Pedal C–f1 |                   |     |
| 21.        | Subbass           | 16′ |
| 22.        | Bordun (Nr. 8)    | 16′ |
| 23.        | Prinzipal (Nr. 9) | 8′  |
| 24.        | Gemshorn          | 8′  |
| 25.        | Oktave            | 4′  |
| 26.        | Fagott            | 16′ |
| 27.        | Trompete (Nr. 20) | 8′  |

- Koppeln: II/I, I/P, II/P